# José Antonio da Conceição Ferreira
José Antonio da Conceição Ferreira (Caracas, 20 de junho de 1970) é um prelado luso-venezuelano da Igreja Católica, atual bispo da Diocese de Puerto Cabello.

## Biografia
Filho de emigrantes portugueses de Santa Maria da Feira, no distrito de Aveiro, é licenciado em teologia, Magna Cum Laude, bacharel em teologia pela Pontifícia Universidade Javeriana da Colômbia. Tem um diploma em direito canônico e uma especialização em direito matrimonial canônico. Tem um mestrado em pastoral preventiva em ambientes eclesiais.
Recebeu a ordenação presbiteral em 25 de abril de 1998, na Igreja de Nuestra Señora de la Encarnación de Caucagua, de Mario del Valle Moronta Rodríguez sendo incardinado na Diocese de Los Teques.
Em sua atuação pastoral, foi promotor vocacional na diocese, conselheiro do Movimento de Promoção Juvenil e do Movimento do Currículo Cristão, chefe da UNEFA, professor de Cristologia Sistêmica no Curso de Teologia para Leigos da Universidade Católica Santa Rosa, professor de Moral Fundamental no Seminário San Pedro Apóstol de la Guaira, capelão do Corpo de Bombeiros do Estado Miranda, do Centro Nacional de Processamento Militar do Ramo Verde – Los Teques (Cenapromil) e do 311º Esquadrão de Resgate de Infantaria Simón Bolívar do Exército Venezuelano em Fuerte Tiuna e Presidente Executivo da Asociación Civil Amigos de Nuestra Señora de Fátima en los Altos Mirandinos desde abril de 2008, chanceler da Diocese de Los Teques e moderador da Cúria diocesana deste, reitor do Santuário de Nossa Senhora de Fátima nos Altos Mirandinos, entre outros.
Em 11 de julho de 2023, foi eleito secretário-geral da Conferência Episcopal Venezuelana.
Em 25 de março de 2024, o Papa Francisco o nomeou como bispo de Puerto Cabello. Recebeu a ordenação episcopal em 6 de julho seguinte, no Santuário Nuestra Señora de Fátima de Carrizal, de Freddy Jesús Fuenmayor Suárez, bispo de Los Teques, coadjuvado por Jesús González de Zárate Salas, arcebispo de Cumaná e por Mario del Valle Moronta Rodríguez, bispo de San Cristóbal de Venezuela.